# Nonshøgda
Die Nonshøgda (norwegisch für Nachtischhöhe) ist eine 1408 m hohe Anhöhe im ostantarktischen Königin-Maud-Land. In der Gjelsvikfjella ragt sie als nordwestlichste Erhebung der Grjotlia auf.
Wissenschaftler des Norwegischen Polarinstituts benannten sie 1991.